# Diplocirrus glaucus
Diplocirrus glaucus är en ringmaskart som först beskrevs av Anders Johan Malmgren 1867.  Diplocirrus glaucus ingår i släktet Diplocirrus och familjen Flabelligeridae. Arten är reproducerande i Sverige. Utöver nominatformen finns också underarten D. g. orientalis.